# ジョーク・アベニュー
ジョーク・アベニューは、石井光三オフィスに所属していたお笑いコンビ。1986年結成、1997年解散。

## メンバー
原武昭彦（はらたけ あきひこ、1957年11月5日（67歳） - ）ボケ担当。
- 福岡県出身。身長162cm[1][2]。

荒井孝（あらい たかし、1960年6月29日（64歳） - ）ツッコミ担当。
- 宮城県出身。身長174cm[1][2]。

## 略歴
原武、荒井共に役者志望だったが、1986年に当時所属していた劇団七曜日が、のちに所属する石井光三オフィスと繋がりがあり、2人とも「笑い」が好きだったのでジョーク・アベニューを結成する。
お笑いブームが去った後に結成、お笑いブームがおきる直前に解散。お笑い氷河期での活動だった。2人の夢は、盆と正月にジョーク・アベニュー主演の映画が上映されることだった。1992年にはNHK新人演芸大賞優秀賞を受賞した。

## 出演

### テレビ
- うるとら7:00（1986年 日本テレビ）
- 冗談画報（1986年 フジテレビ）
- タモリ倶楽部（1987年 テレビ朝日）
- コドモのおもちゃ（1987年 フジテレビ）
- ジパング通信（1988年）
- お笑い夏の祭典（1988年）
- 金曜おもしろバラエティ（1988年 フジテレビ）
- ハローヤングスタジオ（1988年）
- DAY BREAK（1988年～1989年 CBC）
- 木曜スペシャル お笑いゴングショー（1989年 日本テレビ）
- プレステージ（1989年 テレビ朝日）
- キャッチアップ（1989年 TBS）
- 上岡龍太郎にはダマされないぞ!（1990年 フジテレビ）
- ザ・テレビ演芸（1990年 テレビ朝日）
- コントの王様　MBSミリカホール(1990年 MBS)特別賞受賞
- 爆笑コントコレクション（1991年 NHK）
- 笑いの王国（1991年～1992年 テレビ朝日）
- さんまのナンでもダービー（1991年～1994年 テレビ朝日）
- プレステージ  サマースペシャル紅白お笑い大合戦（1991年 テレビ朝日）技能賞受賞
- 笑売繁盛!（1991年～1992年 日本テレビ）
- 爆笑コント大集合（1991年 NHK）
- 爆笑バトルロイヤル（1991年 日本テレビ）
- プレステージ オール電リク平成お笑い王座決定戦（1992年 テレビ朝日）
- プレステージ 浅草お笑いグラフィティ（1992年 テレビ朝日）
- 演芸ひろば（1992年～1994年 NHK）
- ビビアン（1992年 中京テレビ）レギュラー
- NEXT（1992年 フジテレビ）
- 24時間テレビ 「愛の歌声は地球を救う」（1992年 日本テレビ）
- カルトなQ（1992年 関西テレビ）主演
- 出前寄席（1992年 NHK）
- 音効さん（1993年～1994年 フジテレビ）レギュラー
- 爆笑BOOING（1993年 関西テレビ）
- 今夜は好奇心!（1993年）
- クイズ!年の差なんて（1992年・1994年 フジテレビ）
- 渋谷発!お笑い宇宙計画（1994年 NHK BS2）
- 笑いがいちばん（1995年 NHK）
- ダチョーン倶楽部（1995年 テレビ朝日）
- 美人アナ大集合（1995年）

### ラジオ
- スーパーギャング(1991年 TBSラジオ)
- スーパーギャングスペシャル(1991年 TBSラジオ)
- サスケの夜はこんびんば!（1992年～1993年 文化放送）
- ロックンヘブン（1993年 ラジオたんぱ）
- ジョーク・アベニューのワンナイトショー（1993年 ラジオたんぱ）
- 爆発120分（1993年～1994年 文化放送）
- とんかつワイド（1994年・1995年・1996年 文化放送）
- 吉田照美のやる気まんまん（1995年1996年 文化放送）

### CM
- バンダイ キョンシーゲーム（1988年）
- JDL（1992年）
- 三宝カメラ（1993年）

### ビデオ・CD
- 受験塾（1988年 監督:ラサール石井）
- 週間ポスト カセット版（1989年）
- パチンコ倶楽部（1993年 東芝EMI）
- ラサール石井のスピーチなんか怖くない（1994年）
- 12の物語/最後の芸人（1995年 監督:天願大介）

＜ＰＶ＞
- 北海道電力(1989年)
- 日本信販(1991年)
- 生協(1991年)
- 中外製薬(1993年)
- エーザイ(1993年)
- コマツパワーショベル(1994年)

＜取材＞
- 笑っていいもんかどーか(1994年)
- 内外タイムス(1994年)

### お笑いライブ　寄席
- ジョークアベニュー単独ライブ(1993年・1994年・1995年・1997年)
- サンシャイン噴水広場(1986年)
- ラフォーレ芸能屋(1986年)
- 新人コント大会(1986年〜1995年)
- レオナルド熊プロデュース5day's(1987年)
- サタデーナイトライブ(1987年)
- アフィニライブトーク(1988年)
- パワフルシアター(1988年)
- シャープ寄席(1988年・1989年)
- 石田ちゃん祭り(1989年〜1995年)
- 笑ギャラリー(1990年〜1995年)
- 青春の館(1990年)
- アーバン寄席(1991〜1994年)初出場初優勝2度目連続優勝
- バカ爆発！(1991年)
- ワイワイステージ(1991年)
- 日比谷シャンテライブ(1991年)
- バカバトルクラブ(1991年〜1993年)
- スチャラカライブ(1991)
- 渋谷NOW(1991年)優勝
- 赤坂お笑いオールスターライブ(1991年〜1992年)
- ジョークアベニュー＆キャミソールライブ(1991年)
- すっとこどっこい(1991)
- 横須賀ビタミン劇場(1992年〜1993年)
- プチバカ爆発(1992年)
- １０９トークルネッサンスSHOW(1992年)
- 東京ギャグコレクション(1992年〜1996年)
- ホットコントウィーク(1992年)
- 話の腰をおりまショー1・2(1992年)
- くのいちde笑(1992〜1994)
- ジョークアベニュープレゼンツ・サンタさんからの送りもの(1992年)
- 欽コン館オールナイトライブ(1992年)MCらおかき
- ソミド寄席(1993年)
- 爆笑メガバトルライヴ(1993年)
- 応用落語(1993年〜1994年)
- 花形演芸会(1993年〜1997年)
- 米ディー・ギャラリー銀座(1993年)
- 新浦安ビタミン寄席(1994年)
- 渋谷お笑い宇宙計画(1994年)
- ＴＢＳお笑い道場(1994年〜1997年)
- 笑漫(1994年〜1997年)
- でんぱつ寄席(1995年)
- お笑い商店街(1995年)
- BAKUSYOダイナマイト(1995年)
- 恵比寿ガーデンホールお笑いライヴ(1995年)優勝
- 実験落語(1995年)
- 苗場プリンスホテル　サンミュージックライヴ(1995年)
- 神田あかねのひざまくら(1996年)ゲスト出演
- 三遊亭好太郎独演会(1996年)ゲスト出演
- 春風亭昇太独演会(1996年)ゲスト出演
- 学校寄席(1995年〜1997年)
- 落語ジャンクション(1996年〜1997年)
- 綾瀬寄席(1996年)
- シアターＤお笑い劇場宣言ライブ(1997年)
- 演劇か？お笑いか？(1997年)出演　阿部サダオ　宮藤官九郎他
- お笑いスウィングタイム(1997年)

＜イベント＞
- ハートランド(1987年)
- インクスティック(1987年)
- ライベックスインターフェスティバル(1989年)出演　バカルディ他
- フロントホック夏祭り(1991年)
- １９９３ミスシンデレラコンテスト(1991年)
- ＪＤＬ晴海イベント(1992年)
- ライヴミックス　ジャドーズ　イベント(1994年)ゲスト出演
- レディオコミックショー　ハマラジクラブ(1994年)
- 明治学院大学イベント(1994年)
- ＪＲＡイベント(1994年)
- ミス本格焼酎1000人フェスタ(1995年)
- いすづ神戸震災募金ビンゴ大会(1995年)
- 三善英史コンサート(1997年)ゲスト出演　大久保労音

＜ショーパブ＞
- 六本木バナナパワー(1987年)
- 渋谷ヒットパレード(1989年)
- 青山ジェイル(1990年)
- 渋谷アウン(1991年)
- 横浜アイアイ(1994年)
- 蒲田パフォーマンス(1996年〜1997年)

＜一夜限りの復活出演＞
- 石田ちゃん祭り10周年(1999年)
- 絹４(2004年)
- サーカス・ア・ゴーゴー(2004年)